# 둥근입천장박쥐속
둥근입천장박쥐속(Promops)은 큰귀박쥐과에 속하는 박쥐 속의 하나이다. 2종으로 이루어져 있다.

## 특징
몸통 길이가 60~90mm이고 전완장이 43~63mm, 꼬리 길이가 45~75mm인 작은 박쥐로 몸무게는 최대 17.2g이다. 등 쪽은 회색빛 갈색부터 거무스레한 색까지 다양하지만 배 쪽은 약간 밝은 색을 띤다.

## 분포
중앙아메리카와 남아메리카에 널리 분포한다.

## 하위 종
2종이 알려져 있다.
- 큰볏사냥개박쥐 (P. centralis)
- 갈색사냥개박쥐 (P. nasutus)